# Kikō-ji

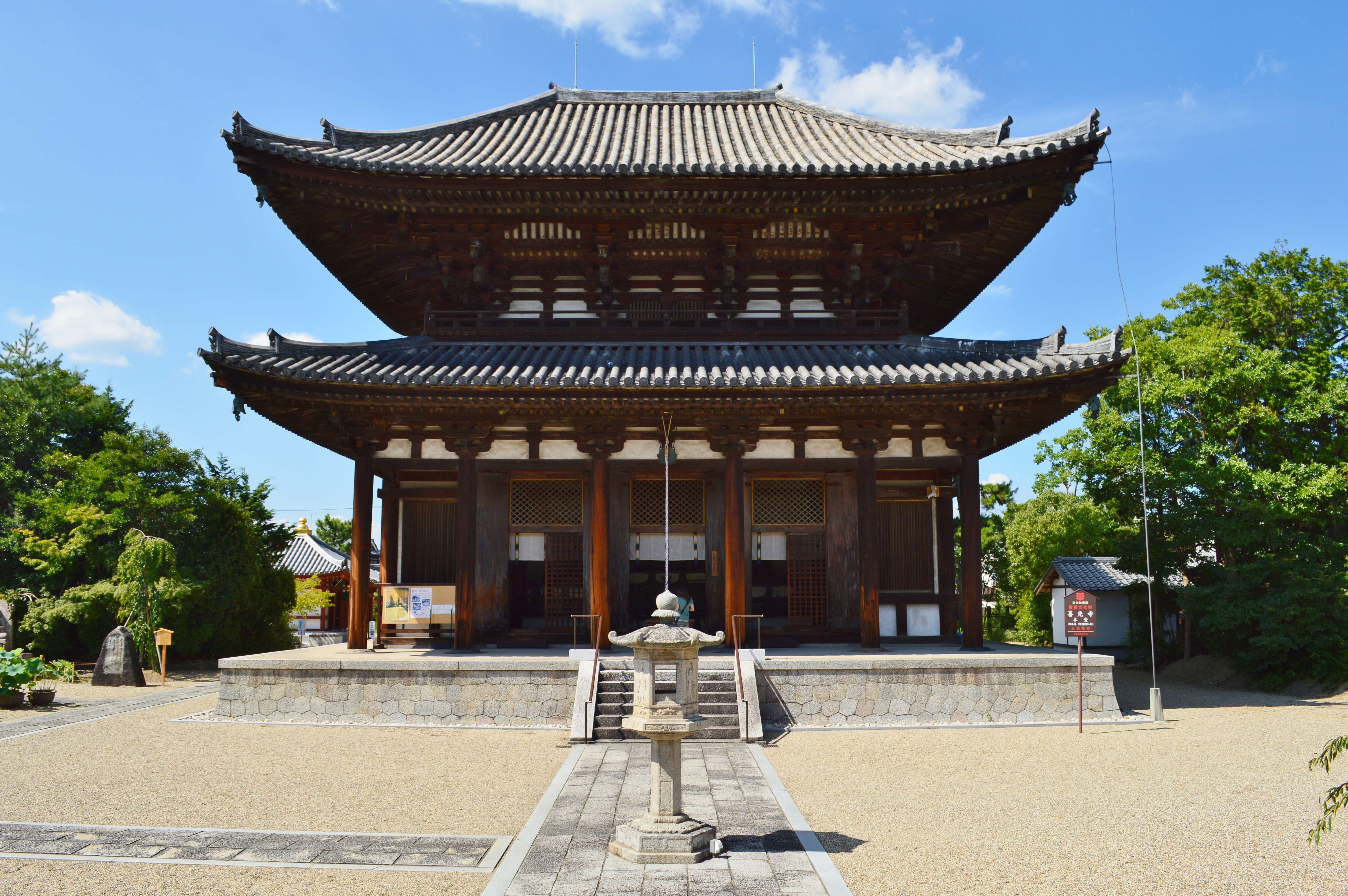
Haupthalle

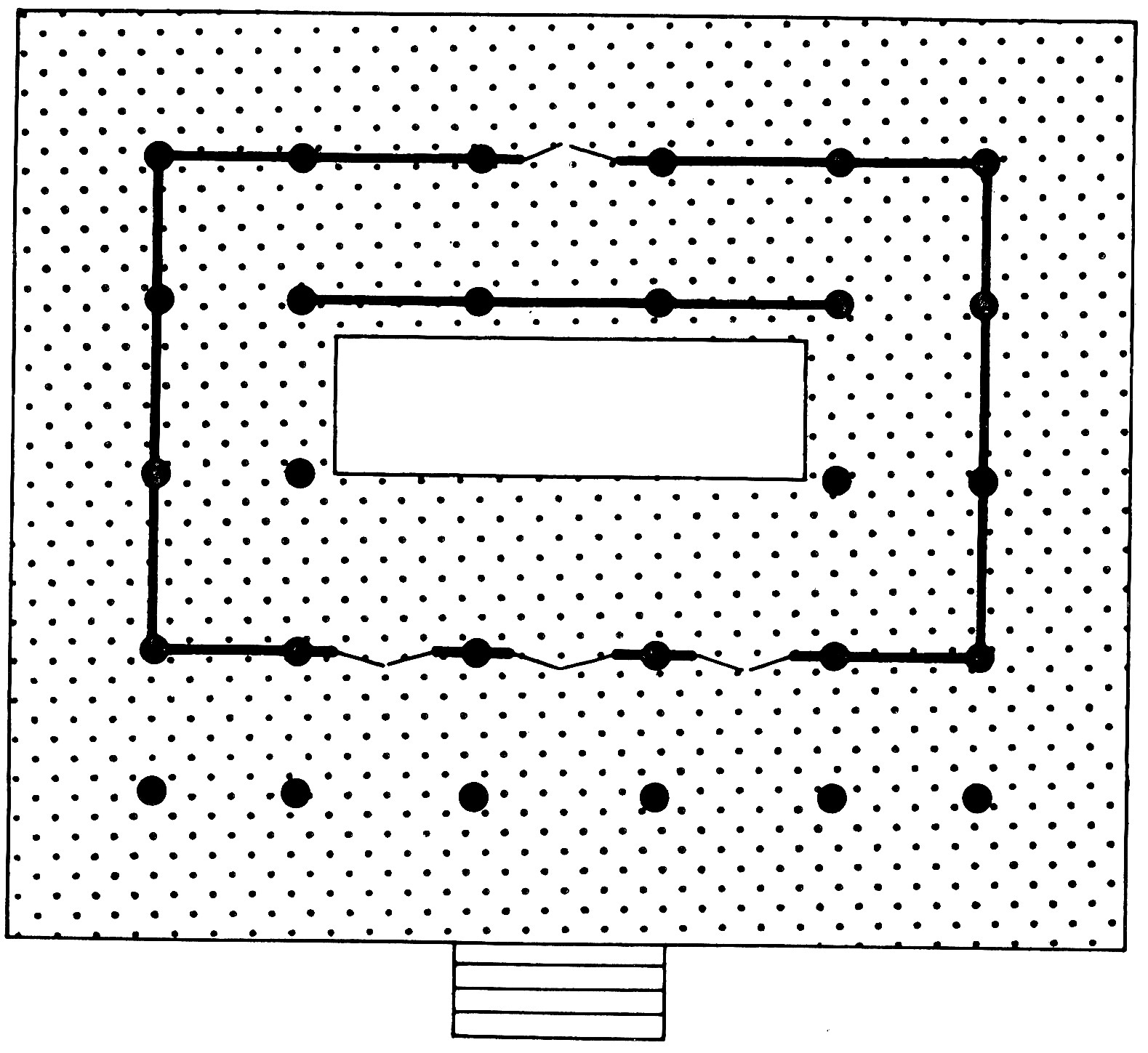
Grundriss der Haupthalle (Gepunktet: Steinfußboden)

Der Kikō-ji (japanisch 喜光寺) ist ein Tempel der Hossō-Richtung des Buddhismus in der Stadt Nara in Japan. Er soll von Gyōki im 8. Jahrhundert errichtet worden sein.

## Geschichte
Der Tempel soll im Jahr 721 von Gyōki errichtet worden sein, dem ein gewisser Tera no Fuhitomaru (寺 史乙丸) in Heijō-kyō ein im Bezirk Ukyō Sanjō-Sanbō gelegenes Grundstück zur Verfügung gestellt hatte. Nach einer anderen Überlieferung soll Gyōki den Tempel auf Wunsch des Kaisers Gemmei im Jahr 715 errichtet haben. Gyōki selbst zog sich am Lebensabend in diesen Tempel zurück und soll dort 749 gestorben sein.
Als im Jahr 748 Kaiser Shōmu dem Tempel ein Besuch abstattete, soll von der Kultfigur ein seltsames Licht ausgegangen sein, so dass man den Tempel Kikō-ji – Tempel des glückbringenden Lichts – nannte. Da aber in der Gegend die Sugawara, darunter der berühmte Sugawara no Michizane, residierten, wurde der Tempel auch Sugawara-dera genannt.
Da Gyōki etwas dem Äußeren nach Ähnliches schaffen wollte, wie die zehnmal größere Buddhahalle des Tōdai-ji, wird dieser Tempel auch „Buddhahallen-Entwurf“ (試みの大仏殿, Kokoromi no Daibutsuden) genannt.
Der Kikō-ji ist heute einen Außentempel des Yakushi-ji in Nara.

## Die Anlage
Die ursprüngliche Anlage brannte 1499 ab, 1544 wurde die Haupthalle (本堂, Hondō) wieder aufgebaut. Sie steht auf einem Podest und ist 13,96 m breit und 10,91 m tief. Mit ihrem Zwischengeschoss ähnelt sie dem Yakushi-ji und auch ein wenig dem späteren Tōdai-ji. Sie lässt von Westen her das Licht herein, das wie eine Begrüßung des Amida-Buddha wirkt. Die Halle ist als Wichtiges Kulturgut Japans registriert.

## Schätze des Tempels
Verehrt wird in der Haupthalle ein Amida-Buddha, ein sitzende Figur aus Holz, die aus der Heian-Zeit stammt und ebenfalls wichtiges Kulturgut ist. Die Statue ist 2,33 m hoch und zeigt Reste einer Vergoldung. Der Buddha wird flankiert von den Heiligen Kanjizai (観自在菩薩) und Seishi (勢至菩薩). Sie sind 1,6 m hoch und stammen aus der Zeit des Namboku-chō.
Auf dem Tempelgelände gibt es 47 Figuren aus Stein, die Buddhas und Heilige wie Amida, Kannon, Jizō, Fudō Myōō darstellen. Ursprüngliche waren sie über die ganze Anlage zerstreut, bis man sie an einem Ort als Gruppe zusammenfasste.